# Grifitov eksperiment
Grifitov eksperiment, koji je objavio Frederik Grifit 1928, je bio prvi eksperiment koji je sugerisao da bakterije imaju sposobnost transfera genetičke informacije putem procesa poznatog kao transformacija.
Grifit je koristio dve vrste bakterija pneumokoka (Streptococcus pneumoniae) koje inficiraju miševe: tip III-S (glatku) i tip II-R (grubu) vrstu. III-S vrsta se prekriva polisaharidnim kapsulom koja je štiti od imunskog sistema domaćina. Rezultat toga je smrt domaćina. II-R vrsta nema tu zaštitnu kapsulu, te je imunski sistem domaćina uništava. Nemački bakteriolog, Fred Nojfeld, je otkrio tri tipa pneumokoka (Tupivu I, II, i III), kao i način za njihovu identifikaciju in vitro. Do vremena Grifitovog eksperimenta, bakteriolozi su smatrali da su tipovi fiksni i nepromenljivi, iz jedne generacije u drugu.
U ovom eksperimentu, bakterije III-S vrste su ubijene toplotom, i njihovi ostaci su dodati u II-R vrstu bakterija. Dok ni jedna od ovih komponenti samostalno nije nanosila štetu miševima, njihova kombinacija je imala sposobnost ubijanja domaćina. Grifit je mogao da izoluje živu II-R i živu III-S vrstu pneumokoka iz krvi mrtvih miševa. Grifitov zaključak je bio da se vrsta II-R "transformisala" u letalnu III-S vrstu posredstvom "transformišućeg principa" koji je nekako bio deo mrtvih bakterija III-S vrste.

## Literatura
- Avery, MacLeod, and McCarty (1944). „Studies on the Chemical Nature of the Substance Inducing Transformation of Pneumococcal Types: Induction of Transformation by a Desoxyribonucleic Acid Fraction Isolated from Pneumococcus Type III”. Journal of Experimental Medicine. 79 (1): 137—158. PMC 2135445 . PMID 19871359. doi:10.1084/jem.79.2.137.
- Hartl, Daniel & Jones, Elizabeth (2005). Genetics: Analysis of Genes and Genomes, 6th edition. Jones & Bartlett.
- Lehrer, Steven (2006). Explorers of the Body (2nd изд.). United States: iUniverse, Inc. ISBN 978-0-595-40731-6.